# Eupodium
Genre
Eupodium est un genre de fougères de la famille des Marattiaceae. Il se distingue facilement des autres Marattiaceae par la présence de synangium à tige sur la nervure médiane des pinnules et de barbes. Les lames deltoïdes sont généralement finement divisées, en 3 points pinnés, avec des rachis ailés. 
Les plantes forment un gros rhizome terrestre en forme de cône, portant habituellement une seule feuille. Ils sont largement répandus dans les régions montagneuses des Néotropiques.

## Systématique
- Eupodium kaulfussii (J. Sm.) Hook. Brésil

Habitat : Forêt tropicale atlantique et clairières d’Araucaria (300 -1000 m). Statut de conservation :  Préoccupation mineure (LC).
- Eupodium laeve (Sm.) Murdock Costa Rica, Panama, Venezuela, Équateur, Pérou, SE-Brésil, Cuba, Porto Rico, Hispaniola.

Habitat : Dans les forêts pluviales montagnardes et les zones boisées d'Elfin (950 – 1600 m). Statut de conservation : Vulnérable (VU).
- Eupodium pittieri  (Maxon) Christenh. Panama, Colombie, Bolivie, Costa Rica, Mexique.

Habitat : Dans les forêts pluviales montagnardes et les zones boisées d'Elfin (1000 – 3000 m). Statut de conservation : Préoccupation mineure (LC).

## Liste d'espèces
Selon BioLib (2 janvier 2019), Catalogue of Life (2 janvier 2019), ITIS (2 janvier 2019), NCBI (2 janvier 2019), The Plant List (2 janvier 2019) et Tropicos (2 janvier 2019) :
- Eupodium kaulfussii (J. Sm. ex Hook.) Hook.
- Eupodium laeve (Sm.) Murdock
- Eupodium pittieri (Maxon) Christenh.